# El Pino (La Coruña)
El Pino (O Pino oficialmente y en gallego) es un municipio español perteneciente a la provincia de La Coruña, en la comunidad autónoma de Galicia.

## Geografía
Integrado en la comarca de Arzúa, la capital municipal, O Pedrouzo, se sitúa a 67 kilómetros de La Coruña. El término municipal está atravesado por la autovía A-54 (Lugo-Santiago), por las carreteras nacionales N-547 (Lugo-Santiago) y N-634 (Irún-Santiago) y por carreteras locales que permiten la comunicación entre las parroquias y con los municipios vecinos. 
| Noroeste: Oroso               | Norte: Oroso | Nordeste: Frades       |
| Oeste: Santiago de Compostela |              | Este: Arzúa            |
| Suroeste: Boqueijón           | Sur: Touro   | Sureste: Arzúa y Touro |

El relieve del municipio es poco accidentado, con una variabilidad entre los 200 m a orillas del río Tambre y los 452 m (monte das Minas). La capital municipal se encuentra a 287 m sobre el nivel del mar. El río Tambre marca el límite en la parte norte del ayuntamiento. Su principal afluente en el territorio es el río Mera, destacando también el río Noa.

## Demografía
Cuenta con una población de 4581 habitantes (INE 2024).
| Gráfica de evolución demográfica de El Pino entre 1842 y 2021                                                         |
| |
| Población de derecho según los censos de población del INE. Población de hecho según los censos de población del INE. |

## Parroquias
Parroquias que forman parte del municipio:
- Arca (Santa Eulalia)[6]
- Budiño (Santa María)
- Castrofeito (Santa María)
- Cebreiro (San Xiao)
- Cerceda (San Miguel)
- El Pino[2] (San Vicente)[6]
- Ferreiros (San Mamed)[2]
- Gonzar (Santa María)
- Lardeiros (San Xiao)
- Medín (Santo Estevo)
- Pastor (San Lourenzo)
- Pereira (San Miguel)
- San Verísimo de Ferreiros (San Verísimo)[2]

## Clima
De acuerdo a la clasificación climática de Köppen, El Pino tiene un clima oceánico (Cfb).
| Parámetros climáticos promedio de Observatorio de Aeropuerto de Santiago de Compostela (municipio de El Pino) ( 370 m s. n. m. ) (Periodo de referencia: 1991-2020, extremos: 1944-presente) | Parámetros climáticos promedio de Observatorio de Aeropuerto de Santiago de Compostela (municipio de El Pino) ( 370 m s. n. m. ) (Periodo de referencia: 1991-2020, extremos: 1944-presente) | Parámetros climáticos promedio de Observatorio de Aeropuerto de Santiago de Compostela (municipio de El Pino) ( 370 m s. n. m. ) (Periodo de referencia: 1991-2020, extremos: 1944-presente) | Parámetros climáticos promedio de Observatorio de Aeropuerto de Santiago de Compostela (municipio de El Pino) ( 370 m s. n. m. ) (Periodo de referencia: 1991-2020, extremos: 1944-presente) | Parámetros climáticos promedio de Observatorio de Aeropuerto de Santiago de Compostela (municipio de El Pino) ( 370 m s. n. m. ) (Periodo de referencia: 1991-2020, extremos: 1944-presente) | Parámetros climáticos promedio de Observatorio de Aeropuerto de Santiago de Compostela (municipio de El Pino) ( 370 m s. n. m. ) (Periodo de referencia: 1991-2020, extremos: 1944-presente) | Parámetros climáticos promedio de Observatorio de Aeropuerto de Santiago de Compostela (municipio de El Pino) ( 370 m s. n. m. ) (Periodo de referencia: 1991-2020, extremos: 1944-presente) | Parámetros climáticos promedio de Observatorio de Aeropuerto de Santiago de Compostela (municipio de El Pino) ( 370 m s. n. m. ) (Periodo de referencia: 1991-2020, extremos: 1944-presente) | Parámetros climáticos promedio de Observatorio de Aeropuerto de Santiago de Compostela (municipio de El Pino) ( 370 m s. n. m. ) (Periodo de referencia: 1991-2020, extremos: 1944-presente) | Parámetros climáticos promedio de Observatorio de Aeropuerto de Santiago de Compostela (municipio de El Pino) ( 370 m s. n. m. ) (Periodo de referencia: 1991-2020, extremos: 1944-presente) | Parámetros climáticos promedio de Observatorio de Aeropuerto de Santiago de Compostela (municipio de El Pino) ( 370 m s. n. m. ) (Periodo de referencia: 1991-2020, extremos: 1944-presente) | Parámetros climáticos promedio de Observatorio de Aeropuerto de Santiago de Compostela (municipio de El Pino) ( 370 m s. n. m. ) (Periodo de referencia: 1991-2020, extremos: 1944-presente) | Parámetros climáticos promedio de Observatorio de Aeropuerto de Santiago de Compostela (municipio de El Pino) ( 370 m s. n. m. ) (Periodo de referencia: 1991-2020, extremos: 1944-presente) | Parámetros climáticos promedio de Observatorio de Aeropuerto de Santiago de Compostela (municipio de El Pino) ( 370 m s. n. m. ) (Periodo de referencia: 1991-2020, extremos: 1944-presente) |
| Mes | Ene. | Feb. | Mar. | Abr. | May. | Jun. | Jul. | Ago. | Sep. | Oct. | Nov. | Dic. | Anual |
| --- | --- | --- | --- | --- | --- | --- | --- | --- | --- | --- | --- | --- | --- |
| Temp. máx. abs. (°C) | 20.3 | 23.2 | 27.6 | 30.2 | 34.0 | 37.8 | 39.4 | 39.0 | 39.0 | 31.0 | 24.2 | 23.4 | 39.4 |
| Temp. máx. media (°C) | 11.3 | 12.6 | 15.3 | 16.7 | 19.5 | 22.5 | 24.6 | 25.0 | 22.9 | 18.6 | 14.0 | 12.0 | 17.9 |
| Temp. media (°C) | 7.8 | 8.4 | 10.4 | 11.6 | 14.2 | 17.0 | 18.9 | 19.2 | 17.5 | 14.2 | 10.3 | 8.6 | 13.2 |
| Temp. mín. media (°C) | 4.2 | 4.1 | 5.5 | 6.5 | 8.9 | 11.4 | 13.1 | 13.5 | 12.0 | 9.8 | 6.6 | 5.1 | 8.4 |
| Temp. mín. abs. (°C) | -7.0 | -9.0 | -5.6 | -3.0 | -2.0 | 3.4 | 3.4 | 1.0 | 3.0 | -1.6 | -3.2 | -6.5 | -9.0 |
| Precipitación total (mm) | 216 | 146 | 154 | 138 | 115 | 62 | 41 | 61 | 91 | 207 | 222 | 222 | 1676 |
| Días de precipitaciones (≥ 1 mm) | 15.4 | 12.1 | 12.9 | 13.8 | 10.9 | 7.1 | 5.3 | 5.9 | 8.1 | 13.4 | 15.5 | 15.3 | 135.7 |
| Días de nevadas (≥ 0.01 mm) | 0.7 | 0.8 | 0.2 | 0.1 | 0.0 | 0.0 | 0.0 | 0.0 | 0.0 | 0.0 | 0.1 | 0.2 | 2.1 |
| Horas de sol | 90 | 116 | 155 | 174 | 198 | 222 | 245 | 239 | 189 | 136 | 96 | 90 | 1936 |
| Humedad relativa (%) | 85 | 79 | 75 | 75 | 74 | 73 | 73 | 74 | 76 | 82 | 86 | 86 | 79 |
| Fuente n.º 1: Agencia Estatal de Meteorología | | | | | | | | | | | | | |
| Fuente n.º 2: Agencia Estatal de Meteorología (extremos) | | | | | | | | | | | | | |

## Comunicaciones

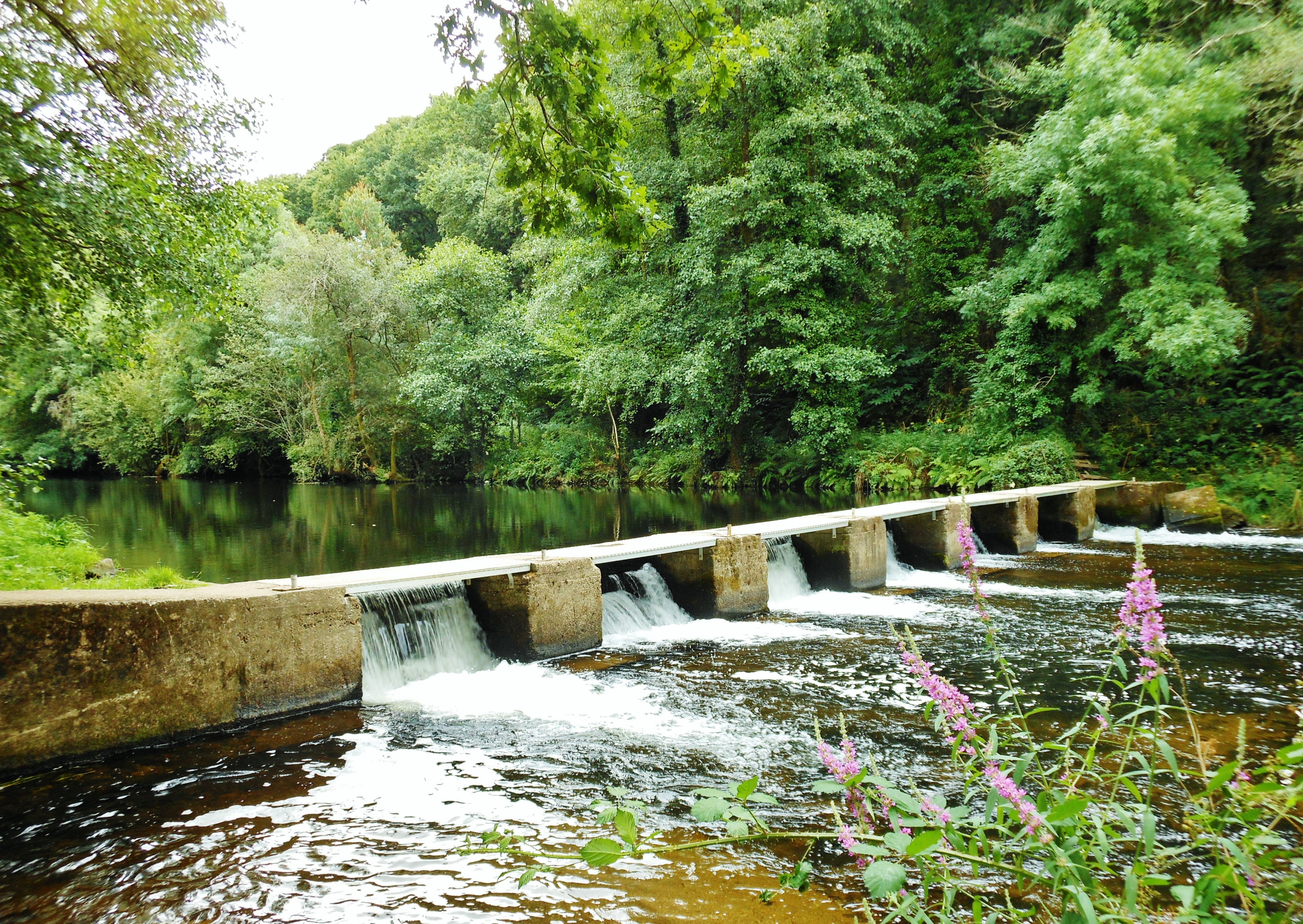
Puente entre Lardeiros, en el municipio de El Pino, y Aiazo, en Frades.

Parte del aeropuerto de Santiago de Compostela se sitúa en este municipio. Además, el municipio es atravesado por dos importantes vías de comunicación: la N-634 (Santiago-Oviedo) y la N-547 (Santiago-Lugo); en cuyos márgenes se desarrolló la villa de Arca que hogaño ostenta la capitalidad del término municipal de El Pino.